# Баева, Татьяна Александровна
Татьяна Александровна Баева (7 февраля 1947, Норильск — 2 февраля 2025) — советская диссидентка, участвовала в правозащитном движении в СССР, восьмая участница так называемой «демонстрации семерых» на Красной площади против ввода войск в Чехословакию в 1968 году, единственная из всех не подверглась за это политическим репрессиям.

## Биография
Родилась в семье  биохимика Александра Баева и его второй жены Екатерины Косякиной (урождённой Янковской). Родители познакомились в Норильске, где Баев в это время отбывал срок заключения по первому делу и был расконвоированным врачом местной больницы. Семье удалось окончательно вернуться в Москву только после смерти Сталина, в 1954 году. После окончания школы Татьяна поступила на заочное отделение Историко-архивного института.
В Москве Татьяна Баева дружила с Ириной Якир, часто бывала у неё в доме и познакомилась там с Натальей Горбаневской. Полагают, что от неё Баева узнала о готовящейся демонстрации на Красной площади против ввода войск Варшавского договора в ЧССР. По мнению П. М. Литвинова, Баеву пригласил участвовать в демонстрации Пётр Якир. Это подтверждает и Л. И. Богораз. По её воспоминаниям, Якир просил Баеву предупредить участников, что он прийти не сможет. «Сама она осталась: „Я не уйду, я хочу быть с вами“. У нас уже не было времени её переубеждать» — вспоминала Богораз. Во время демонстрации человек в штатском кастетом выбил четыре передних зуба Виктору Файнбергу, после этого Баева, присев на корточки, вытирала ему платком окровавленное лицо. Когда Баеву задерживали, за неё вступился случайный прохожий Михаил Владимирович Леман, которого в результате тоже задержали. Как вспоминала Баева, в машине она оказалась с «испуганным юношей, схваченным по ошибке».
Для Баевой это было участие уже в третьей демонстрации. Тем не менее, на допросе в 50-м отделении милиции, куда Т. А. Баеву доставили вместе с другими задержанными на Красной площади, она всё-таки решила заявить, что на Красной площади оказалась случайно. Лариса Богораз вспоминала: «Нам удалось убедить Татьяну Баеву, и она заявила, что оказалась на Красной площади случайно». Горбаневская также говорила, что «мы её [Баеву] „отмазали“». Сама же Татьяна Баева писала, что инициатива попытаться выпутаться из этой истории исходила от неё самой. Она обратилась к Л. И. Богораз со словами: «Лар, я попытаюсь выбраться?» — «Конечно, девочка, главное уже сделано!». У Баевой был проведён трёхчасовой обыск. Через неделю после демонстрации она была отчислена с заочного отделения Московского историко-архивного института.
Наталья Горбаневская, составляя «Полдень», старательно избегала указаний об участии Баевой, в результате эта акция 25 августа стала известна как «демонстрация семерых». Однако небольшой фрагмент («Рассказ Тани Баевой, восьмого участника демонстрации») об участии Баевой в демонстрации был в результате включён в книгу.
В 1969 году Баева подписала заявление в 1-ю годовщину вторжения в ЧССР, в 1976-м поставила подпись под заявлением в защиту С. А. Ковалёва. Подвергалась задержаниям, обыскам, допросам. Было возбуждено уголовное дело, которое вскоре прекратили. В 1968 году её предупредили о необходимости прекратить антисоветскую деятельность. В 1972, 1974 и 1979 годах получала подобные «предупреждения» на основании Указа «О применении органами государственной безопасности предостережения в качестве меры профилактического воздействия», принятого Президиумом Верховного Совета СССР с грифом «не для печати».
В 1992 году эмигрировала в США, проживала в штате Нью-Джерси.
Умерла 2 февраля 2025 года в возрасте 77 лет. Похоронена в Москве на Кунцевском кладбище рядом с отцом.

## Семья
Брат — Алексей Баев (род. 15 августа 1945, Норильск)